# Buczek (gmina)
Buczek – gmina wiejska w województwie łódzkim, w powiecie łaskim. W latach 1975–1998 gmina położona była w województwie sieradzkim.
Siedziba gminy to Buczek.

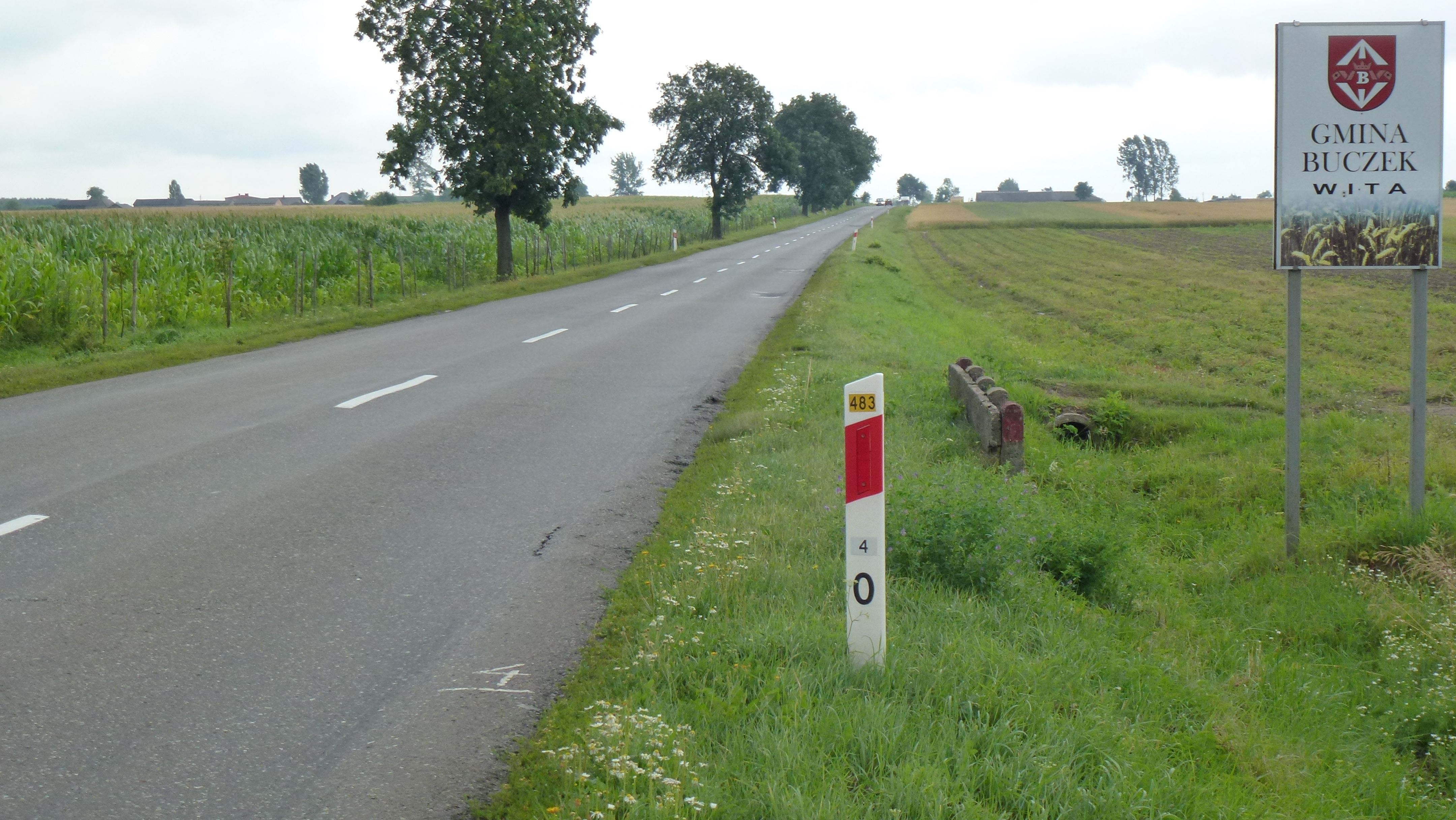
Witacz

Według danych z 31 grudnia 2007 gminę zamieszkiwało 4898 osób, natomiast w dniu 08.09.2014 roku liczba ludności gminy Buczek wyniosła 5105 mieszkańców, w tym 2569 kobiet.

## Struktura powierzchni
Według danych z roku 2007 gmina Buczek ma obszar 92,21 km², w tym:
- użytki rolne: 69%
- użytki leśne: 21%

Gmina stanowi 14,92% powierzchni powiatu łaskiego.

## Demografia

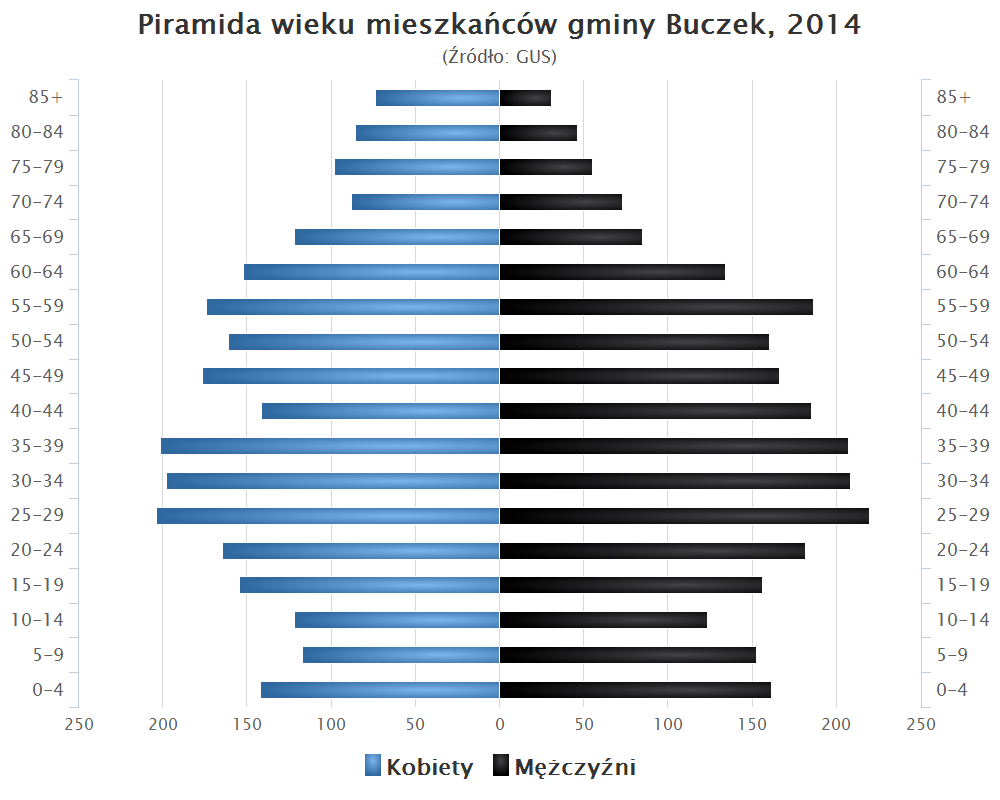
Piramida wieku mieszkańców gminy Buczek w 2014 roku

Dane z 31.12.2022 roku
| Opis                              | Ogółem | Ogółem | Kobiety | Kobiety | Mężczyźni | Mężczyźni |
| --------------------------------- | ------ | ------ | ------- | ------- | --------- | --------- |
| Jednostka                         | osób   | %      | osób    | %       | osób      | %         |
| Populacja                         | 5 088  | 100    | 2 546   | 50,4    | 2 509     | 49,6      |
| Gęstość zaludnienia [mieszk./km²] | 55     | 55     | 28      | 28      | 27        | 27        |

## Sołectwa
Bachorzyn, Brodnia Dolna, Brodnia Górna, Buczek, Czestków A, Czestków B, Czestków F, Grzeszyn, Gucin, Józefatów, Kowalew, Luciejów, Malenia, Sowińce, Sycanów, Wola Bachorska, Wola Buczkowska.
Miejscowości niesołeckie: Czarny Las, Czestków-Osiedle, Dąbrowa, Dąbrówka, , Petronelów, Strupiny, Wilkowyja.

## Sąsiednie gminy
Łask, Sędziejowice, Zelów